# National Basketball Association 1988-1989
La stagione della National Basketball Association 1988-1989 fu la 43ª edizione del campionato NBA. La stagione si concluse con la vittoria dei Detroit Pistons, che sconfissero i Los Angeles Lakers per 4-0 nelle finali NBA.

## Squadre partecipanti
Da questa stagione le squadre salgono a 25 con l'ingresso dei Miami Heat e degli Charlotte Hornets.
- Atlanta Hawks
- Boston Celtics
- Charlotte Hornets
- Chicago Bulls
- Cleveland Cavaliers
- Dallas Mavericks
- Denver Nuggets
- Detroit Pistons
- G.S. Warriors
- Houston Rockets
- Indiana Pacers
- L.A. Clippers
- L.A. Lakers

- Miami Heat
- Milwaukee Bucks
- N.J. Nets
- N.Y. Knicks
- Phoenix Suns
- Philadelphia 76ers
- Portland T. Blazers
- Sacramento Kings
- San Antonio Spurs
- Seattle S.Sonics
- Utah Jazz
- Washington Bullets

## Classifica finale

### Eastern Conference
| Squadra            | V  | P  | %    | GB |
| ------------------ | -- | -- | ---- | -- |
| New York Knicks    | 52 | 30 | 63,4 | -  |
| Philadelphia 76ers | 46 | 36 | 56,1 | 6  |
| Boston Celtics     | 42 | 40 | 51,2 | 10 |
| Washington Bullets | 40 | 42 | 48,8 | 12 |
| New Jersey Nets    | 26 | 56 | 31,7 | 26 |
| Charlotte Hornets  | 20 | 62 | 24,4 | 32 |

| Squadra             | V  | P  | %    | GB |
| ------------------- | -- | -- | ---- | -- |
| Detroit Pistons C   | 63 | 19 | 76,8 | -  |
| Cleveland Cavaliers | 57 | 25 | 69,5 | 6  |
| Atlanta Hawks       | 52 | 30 | 63,4 | 11 |
| Milwaukee Bucks     | 49 | 33 | 59,8 | 14 |
| Chicago Bulls       | 47 | 35 | 57,3 | 16 |
| Indiana Pacers      | 28 | 54 | 34,1 | 35 |

### Western Conference
| Squadra           | V  | P  | %    | GB |
| ----------------- | -- | -- | ---- | -- |
| Utah Jazz         | 51 | 31 | 62,2 | -  |
| Houston Rockets   | 45 | 37 | 54,9 | 6  |
| Denver Nuggets    | 44 | 38 | 53,7 | 7  |
| Dallas Mavericks  | 38 | 44 | 46,3 | 13 |
| San Antonio Spurs | 21 | 61 | 25,6 | 30 |
| Miami Heat        | 15 | 67 | 18,3 | 36 |

| Squadra                | V  | P  | %    | GB |
| ---------------------- | -- | -- | ---- | -- |
| Los Angeles Lakers     | 57 | 25 | 69,5 | -  |
| Phoenix Suns           | 55 | 27 | 67,1 | 2  |
| Seattle SuperSonics    | 47 | 35 | 57,3 | 10 |
| Golden State Warriors  | 43 | 39 | 52,4 | 14 |
| Portland Trail Blazers | 39 | 43 | 47,6 | 18 |
| Sacramento Kings       | 27 | 55 | 32,9 | 30 |
| Los Angeles Clippers   | 21 | 61 | 25,6 | 36 |

## Vincitore
| Campione NBA 1988-1989      |
| --------------------------- |
| Detroit Pistons (1º titolo) |

## Statistiche
| Categoria             | Giocatore       | Squadra               | Stat |
| --------------------- | --------------- | --------------------- | ---- |
| Punti per gara        | Michael Jordan  | Chicago Bulls         | 32,5 |
| Rimbalzi per gara     | Hakeem Olajuwon | Houston Rockets       | 13,5 |
| Assist per gara       | John Stockton   | Utah Jazz             | 13,6 |
| Palle rubate per gara | John Stockton   | Utah Jazz             | 3,2  |
| Stoppate per gara     | Manute Bol      | Golden State Warriors | 4,3  |
| FG%                   | Dennis Rodman   | Detroit Pistons       | 59,5 |
| FT%                   | Magic Johnson   | Los Angeles Lakers    | 91,1 |
| 3FG%                  | Jon Sundvold    | Miami Heat            | 52,2 |

## Premi NBA
- NBA Most Valuable Player Award: Magic Johnson, Los Angeles Lakers
- NBA Rookie of the Year Award: Mitch Richmond, Golden State Warriors
- NBA Defensive Player of the Year Award: Mark Eaton, Utah Jazz
- NBA Sixth Man of the Year Award: Eddie Johnson, Phoenix Suns
- NBA Most Improved Player Award: Kevin Johnson, Phoenix Suns
- NBA Coach of the Year Award: Cotton Fitzsimmons, Phoenix Suns
- NBA Executive of the Year Award: Jerry Colangelo, Phoenix Suns
- All-NBA First Team:
  - F - Karl Malone, Utah Jazz
  - F - Charles Barkley, Philadelphia 76ers
  - C - Hakeem Olajuwon, Houston Rockets
  - G - Michael Jordan, Chicago Bulls
  - G - Magic Johnson, Los Angeles Lakers
- All-NBA Second Team:
  - F - Tom Chambers, Phoenix Suns
  - F - Chris Mullin, Golden State Warriors
  - C - Patrick Ewing, New York Knicks
  - G - John Stockton, Utah Jazz
  - G - Kevin Johnson, Phoenix Suns
- All-NBA Third Team:
  - F - Dominique Wilkins, Atlanta Hawks
  - F - Terry Cummings, Milwaukee Bucks
  - C - Robert Parish, Boston Celtics
  - G - Dale Ellis, Seattle SuperSonics
  - G - Mark Price, Cleveland Cavaliers
- All-Defensive First Team:
  - Dennis Rodman, Detroit Pistons
  - Larry Nance, Cleveland Cavaliers
  - Mark Eaton, Utah Jazz
  - Michael Jordan, Chicago Bulls
  - Joe Dumars, Detroit Pistons
- All-Defensive Second Team:
  - Kevin McHale, Boston Celtics
  - A.C. Green, Los Angeles Lakers
  - Patrick Ewing, New York Knicks
  - John Stockton, Utah Jazz
  - Alvin Robertson, San Antonio Spurs
- All-Rookie First Team:
  - Rik Smits, Indiana Pacers
  - Willie Anderson, San Antonio Spurs
  - Mitch Richmond, Golden State Warriors
  - Charles Smith, Los Angeles Clippers
  - Hersey Hawkins, Philadelphia 76ers
- All-Rookie Second Team:
  - Brian Shaw, Boston Celtics
  - Rex Chapman, Charlotte Hornets
  - Chris Morris, New Jersey Nets
  - Rod Strickland, New York Knicks
  - Kevin Edwards, Miami Heat